# Premis Oscar de 2022
Els Premis Oscar de 2022, organitzats per l'Acadèmia de les Arts i les Ciències Cinematogràfiques, van guardonar les millors pel·lícules estrenades el 2022. El lliurament de premis es va celebrar al Dolby Theatre de Hollywood, a Los Angeles, el 12 de març del 2023. L'amfitrió de la cerimònia va ser el còmic i presentador Jimmy Kimmel, que ja havia conduït la gala el 2017 i el 2018.
Les nominacions foren anunciades el 24 de gener de 2023 per l'actriu Allison Williams i el productor Riz Ahmed. Everything Everywhere All at Once (Tot a la vegada a tot arreu), de Daniel Kwan i Daniel Scheinert, va ser la pel·lícula amb més nominacions, amb 11, seguida per The Banshees of Inisherin i Im Westen nichts Neues (Res de nou a l'oest), amb 9. Les seguien Elvis, amb 8, The Fabelmans, amb 7, i Top Gun: Maverick, amb 6.
La nominació d'Andrea Riseborough en la categoria de millor actriu va resultar controvertida. La protagonista de la pel·lícula To Leslie, tot i haver rebut elogis per part de crítics i personalitats del món del cinema, no havia estat nominada ni als premis Globus d'Or ni als del Sindicat d'Actors de Cinema d'aquell any. En les darreres setmanes diverses actrius i actors van lloar-ne la interpretació i donat suport a la cinta a petició de l'actriu Mary McCormack, dona de Michael Morris, director de To Leslie. L'Acadèmia de Hollywood va anunciar que investigaria la campanya publicitària de la pel·lícula britànica, que havia fet una recaptació molt baixa a taquilla, per veure si infringia les seves normes.

## Pel·lícules amb múltiples nominacions
| Nominacions | Pel·lícules                       | Premis |
| ----------- | --------------------------------- | ------ |
| 11          | Everything Everywhere All at Once | 7      |
| 9           | All Quiet on the Western Front    | 4      |
| 9           | The Banshees of Inisherin         | -      |
| 8           | Elvis                             | -      |
| 7           | The Fabelmans                     | -      |
| 6           | Tár                               | -      |
| 6           | Top Gun: Maverick                 | 1      |
| 5           | Black Panther: Wakanda Forever    | 1      |
| 4           | Avatar: The Way of Water          | 1      |
| 3           | Babylon                           | -      |
| 3           | The Batman                        | -      |
| 3           | Triangle of Sadness               | -      |
| 3           | The Whale                         | 2      |
| 2           | Living                            | -      |
| 2           | Women Talking                     | 1      |

## Premis per categoria
| Millor pel·lícula | Millor direcció |
| --- | --- |
| - Everything Everywhere All at Once – Daniel Kwan, Daniel Scheinert i Jonathan Wang - All Quiet on the Western Front – Malte Grunert - Avatar: The Way of Water – James Cameron i Jon Landau - The Banshees of Inisherin – Graham Broadbent, Peter Czernin i Martin McDonagh - Elvis – Baz Luhrmann, Catherine Martin, Gail Berman, Patrick McCormick i Schuyler Weiss - The Fabelmans – Kristie Macosko Krieger, Steven Spielberg i Tony Kushner - Tár – Todd Field, Alexandra Milchan i Scott Lambert - Top Gun: Maverick – Tom Cruise, Christopher McQuarrie, David Ellison i Jerry Bruckheimer - Triangle of Sadness – Erik Hemmendorff i Philippe Bober - Women Talking – Dede Gardner, Jeremy Kleiner i Frances McDormand | - Daniel Kwan i Daniel Scheinert – Everything Everywhere All at Once - Martin McDonagh – The Banshees of Inisherin - Steven Spielberg – The Fabelmans - Todd Field – Tár - Ruben Östlund – Triangle of Sadness |
| Millor actriu | Millor actor |
| - Michelle Yeoh – Everything Everywhere All at Once com a Evelyn Quan Wang - Cate Blanchett – Tár com a Lydia Tár - Ana de Armas – Blonde com a Norma Jeane Mortensen / Marilyn Monroe - Andrea Riseborough – To Leslie com a Leslie Rowlands - Michelle Williams – The Fabelmans com a Mitzi Schildkraut-Fabelman | - Brendan Fraser – The Whale com a Charlie - Austin Butler – Elvis com a Elvis Presley - Colin Farrell – The Banshees of Inisherin com a Pádraic Súilleabháin - Paul Mescal – Aftersun com a Calum Paterson - Bill Nighy – Living com a Mr. Rodney Williams |
| Millor actriu secundària | Millor actor secundari |
| - Jamie Lee Curtis – Everything Everywhere All at Once com a Deirdre Beaubeirdre - Angela Bassett – Black Panther: Wakanda Forever com a Queen Ramonda - Hong Chau – The Whale com a Liz - Kerry Condon – The Banshees of Inisherin com a Siobhán Súilleabháin - Stephanie Hsu – Everything Everywhere All at Once com a Joy Wang / Jobu Tupaki | - Ke Huy Quan – Everything Everywhere All at Once com a Waymond Wang - Brendan Gleeson – The Banshees of Inisherin com a Colm Doherty - Brian Tyree Henry – Causeway com a James Aucoin - Judd Hirsch – The Fabelmans com a Boris Schildkraut - Barry Keoghan – The Banshees of Inisherin com a Dominic Kearney |
| Millor guió original | Millor guió adaptat |
| - Everything Everywhere All at Once – Daniel Kwan i Daniel Scheinert - The Banshees of Inisherin – Martin McDonagh - The Fabelmans – Steven Spielberg i Tony Kushner - Tár – Todd Field - Triangle of Sadness – Ruben Östlund | - Women Talking – Sarah Polley; basat en la novel·la de Miriam Toews - All Quiet on the Western Front – Edward Berger, Lesley Paterson i Ian Stokell; basada en la novel·la d'Erich Maria Remarque - Glass Onion: A Knives Out Mystery – Rian Johnson; basada en personatges creats per Johnson i en la pel·lícula Knives Out - Living – Kazuo Ishiguro; basada en el guió original de la pel·lícula Ikiru d'Akira Kurosawa, Shinobu Hashimoto i Hideo Oguni - Top Gun: Maverick – guió d'Ehren Kruger, Eric Warren Singer i Christopher McQuarrie; història de Peter Craig i Justin Marks; basada en la pel·lícula Top Gun escrita per Jim Cash i Jack Epps Jr. |
| Millor pel·lícula d'animació | Millor pel·lícula de parla no anglesa |
| - Guillermo del Toro's Pinocchio – Guillermo del Toro, Mark Gustafson, Gary Ungar i Alex Bulkley - Marcel the Shell with Shoes On – Dean Fleischer Camp, Elisabeth Holm, Andrew Goldman, Caroline Kaplan i Paul Mezey - Puss in Boots: The Last Wish – Joel Crawford i Mark Swift - The Sea Beast – Chris Williams i Jed Schlanger - Turning Red – Domee Shi i Lindsey Collins | - All Quiet on the Western Front (Alemanya) – Edward Berger - Argentina, 1985 (Argentina) – Santiago Mitre - Close (Bèlgica) – Lukas Dhont - EO (Polònia) – Jerzy Skolimowski - The Quiet Girl (Irlanda) – Colm Bairéad |
| Millor documental | Millor curtmetratge documentari |
| - Navalny – Daniel Roher, Odessa Rae, Diane Becker, Melanie Miller i Shane Boris - All That Breathes – Shaunak Sen, Aman Mann i Teddy Leifer - All the Beauty and the Bloodshed – Laura Poitras, Howard Gertler, John Lyons, Nan Goldin i Yoni Golijov - Fire of Love – Sara Dosa, Shane Boris i Ina Fichman - A House Made of Splinters – Simon Lereng Wilmont i Monica Hellström | - The Elephant Whisperers – Kartiki Gonsalves i Guneet Monga - Haulout – Evgenia Arbugaeva i Maxim Arbugaev - How Do You Measure a Year? – Jay Rosenblatt - The Martha Mitchell Effect – Anne Alvergue i Beth Levison - Stranger at the Gate – Joshua Seftel i Conall Jones |
| Millor curtmetratge | Millor curtmetratge d'animació |
| - An Irish Goodbye – Tom Berkely i Ross White - Ivalu – Anders Walter i Rebecca Pruzan - Le Pupille – Alice Rohrwacher i Alfonso Cuarón - Night Ride – Eirik Tveiten i Gaute Lid Larssen - The Red Suitcase – Cyrus Neshvad | - The Boy, the Mole, the Fox and the Horse – Charlie Mackesy i Matthew Freud - The Flying Sailor – Wendy Tilby i Amanda Forbis - Ice Merchants – João Gonzalez i Bruno Caetano - My Year of Dicks – Sara Gunnarsdóttir i Pamela Ribon - An Ostrich Told Me the World Is Fake and I Think I Believe It – Lachlan Pendragon |
| Millor banda sonora | Millor cançó original |
| - All Quiet on the Western Front – Volker Bertelmann - Babylon – Justin Hurwitz - The Banshees of Inisherin – Carter Burwell - Everything Everywhere All at Once – Son Lux - The Fabelmans – John Williams | - "Naatu Naatu" de RRR – música de M. M. Keeravani; lletres de Chandrabose - "Applause" de Tell It Like a Woman – música i lletra de Diane Warren - "Hold My Hand" de Top Gun: Maverick – música i lletra de Lady Gaga i BloodPop - "Lift Me Up" de Black Panther: Wakanda Forever – música de Tems, Rihanna, Ryan Coogler i Ludwig Göransson; lletres de Tems i Ryan Coogler - "This Is a Life" d'Everything Everywhere All at Once – música de Ryan Lott, David Byrne i Mitski; lletres de Ryan Lott i David Byrne |
| Millor so | Millor disseny de producció |
| - Top Gun: Maverick – Mark Weingarten, James H. Mather, Al Nelson, Chris Burdon i Mark Taylor - All Quiet on the Western Front – Viktor Prášil, Frank Kruse, Markus Stemler, Lars Ginzel i Stefan Korte - Avatar: The Way of Water – Julian Howarth, Gwendolyn Yates Whittle, Dick Bernstein, Christopher Boyes, Gary Summers i Michael Hedges - The Batman – Stuart Wilson, William Files, Douglas Murray i Andy Nelson - Elvis – David Lee, Wayne Pashley, Andy Nelson i Michael Keller | - All Quiet on the Western Front – Christian M. Goldbeck, Ernestine Hipper - Avatar: The Way of Water – Dylan Cole i Ben Procter, Vanessa Cole - Babylon – Florencia Martin, Anthony Carlino - Elvis – Catherine Martin i Karen Murphy, Beverley Dunn - The Fabelmans – Rick Carter, Karen O'Hara |
| Millor fotografia | Millor maquillatge i perruqueria |
| - All Quiet on the Western Front – James Friend - Bardo, False Chronicle of a Handful of Truths – Darius Khondji - Elvis – Mandy Walker - Empire of Light – Roger Deakins - Tár – Florian Hoffmeister | - The Whale – Adrien Morot, Judy Chin i Anne Marie Bradley - All Quiet on the Western Front – Heike Merker i Linda Eisenhamerová - The Batman – Naomi Donne, Mike Marino i Mike Fontaine - Black Panther: Wakanda Forever – Camille Friend i Joel Harlow - Elvis – Mark Coulier, Jason Baird i Aldo Signoretti |
| Millor vestuari | Millor muntatge |
| - Black Panther: Wakanda Forever – Ruth Carter - Babylon – Mary Zophres - Elvis – Catherine Martin - Everything Everywhere All at Once – Shirley Kurata - Mrs. Harris Goes to Paris – Jenny Beavan | - Everything Everywhere All at Once – Paul Rogers - The Banshees of Inisherin – Mikkel E. G. Nielsen - Elvis – Matt Villa i Jonathan Redmond - Tár – Monika Willi - Top Gun: Maverick – Eddie Hamilton |
| Millors efectes visuals | |
| - Avatar: The Way of Water – Joe Letteri, Richard Baneham, Eric Saindon i Daniel Barrett - All Quiet on the Western Front – Frank Petzold, Viktor Müller, Markus Frank i Kamil Jafar - The Batman – Dan Lemmon, Russell Earl, Anders Langlands i Dominic Tuohy - Black Panther: Wakanda Forever – Geoffrey Baumann, Craig Hammack, R. Christopher White i Dan Sudick - Top Gun: Maverick – Ryan Tudhope, Seth Hill, Bryan Litson i Scott R. Fisher | |